# Никитинцы (Кировская область)
 Никитинцы  — деревня в Кирово-Чепецком районе Кировской области в составе Пасеговского сельского поселения.

## География
Расположена на расстоянии примерно 9 км на запад-юго-запад от центра поселения села Пасегово.

## История
Известна с 1678 года как починок Огородниковых с 2 дворами, в 1764 29 жителей. В 1873 году в деревне Огородниковская (Никитинцы) дворов 13 и жителей 139, в 1905 25 и 159, в 1926 (Никитинцы или Огородниковская) 23 и 145, в 1950 26 и 81, в 1989 2 постоянных жителя. Настоящее название утвердилось с 1939 года. В настоящее время имеет дачный характер.

## Население
Постоянное население не было учтено как в 2002 году, так и в 2010.